# Oberaula
Oberaula település Németországban, Hessen tartományban. Lakosainak száma 3323 fő (2023. december 31.). Oberaula Neukirchen és Ottrau községekkel határos.

## Népesség
A település népességének változása:
| Lakosok száma | 3221 | 3209 | 3228 | 3289 | 3323 |
|               | 2017 | 2019 | 2021 | 2022 | 2023 |